# Black/Matrix 00
Black/Matrix 00 est un jeu de rôle tactique développé par Flight-Plan et publié par NEC InterChannel sur PlayStation et sorti le 13 mai 2004 au Japon. Ce jeu est une adaptation de Black/Matrix Zero sur Game Boy Advance avec des scènes supplémentaires et une histoire plus détaillé.